# Come Back to Me (singel)
Come Back to Me – szósty singel projektu muzycznego Ayreon, wydany w 2005 roku. Utwór pochodzi z albumu The Human Equation, na którym nazywa się on “Day Seven: Hope”. Do utworu został nakręcony teledysk.

## Lista utworów
1. Come Back To Me – 3:00
2. August Fire – 2:42
3. When I’m Sixty-Four (cover The Beatles) – 2:52
4. Back 2 Me [Dance Mix by Two Maniacs] – 3:20
5. Come Back to Me (video clip)
6. Making of (video)

## Twórcy
- Arjen Lucassen – śpiew, gitara, gitara basowa, keyboard, syntezator
- James LaBrie (Dream Theater) – śpiew
- Heather Findlay (Mostly Autumn) – śpiew
- Cleem Determeijer – keyboard
- Joost van den Broek (After Forever) – keyboard
- Peter Vink – gitara basowa
- Ed Warby (Gorefest) – perkusja